# Praetorium
Il Praetorium era l'alloggio del comandante romano di un esercito, di una legione e/o di unità ausiliarie, all'interno di un castrum (accampamento). Il termine derivava da nome di uno dei principali magistrati repubblicani, il praetor.
Il consiglio di guerra si riuniva in questa tenda, acquisendo così un significato amministrativo e giuridico che venne utilizzato anche durante l'Impero bizantino, dove il praitōrion era la residenza del governatore di una città. Il termine è stato utilizzato anche dagli imperatori romani, come termine per indicare il loro quartier generale, dove includevano grandi edifici residenziali o palazzi. Il nome sarebbe stato anche utilizzato per identificare i castra praetoria della guardia pretoriana di stanza a Roma.

## Storia
In epoca repubblicana, una volta scelto il posto per erigere l'accampamento (castra), si iniziava dalla tenda del comandante (praetorium), che doveva sorgere nella zona più adatta a controllare l'intero campo e a trasmettere gli ordini. Collocata un'insegna dove si aveva intenzione di piantare questa tenda, essa era delimitata intorno da un'area a forma di quadrato, in modo che tutti i suoi lati fossero distanti dall'insegna 100 piedi tolemaici (pari a 120 piedi romani, equivalenti a 35,52 metri) e che la sua superficie fosse di quattro pletri (pari a 5.046 metri quadrati). Lungo poi un lato di questo quadrato, quello nella cui direzione vi fosse un luogo adatto al rifornimento di acqua e di foraggio, erano disposte le legioni romane.

## Struttura nel campo permanente
L'aspetto esteriore del pretorio non era simmetrico, anche se gli elementi erano tra loro abbastanza proporzionati. Il pretorio era normalmente costruito attorno a due spazi aperti, che corrispondevano ad atrium e peristylium di una casa romana. La maggior parte dei praetorium erano circondate da zone delegate per l'esercizio fisico e le esercitazioni delle truppe. L'area davanti al campo era occupata dagli alloggiamenti del comandante dei soldati. Erano fatte di mattoni, ricoperte di gesso con molti archi e colonne.
All'interno del pretorio gli ufficiali romani erano in grado di svolgere particolari attività in alcune delle zone a loro predisposte e progettate. Il pretorio normalmente si occupava delle informazioni riguardanti le sportulae (programma di tassazione e imposte) della regione, scavata direttamente nelle mura delle sue principali aree pubbliche. Spesso si trovava vicino all'ufficio del procuratore finanziario.

Il praetorium del forte ausiliario di Racarii de Jos
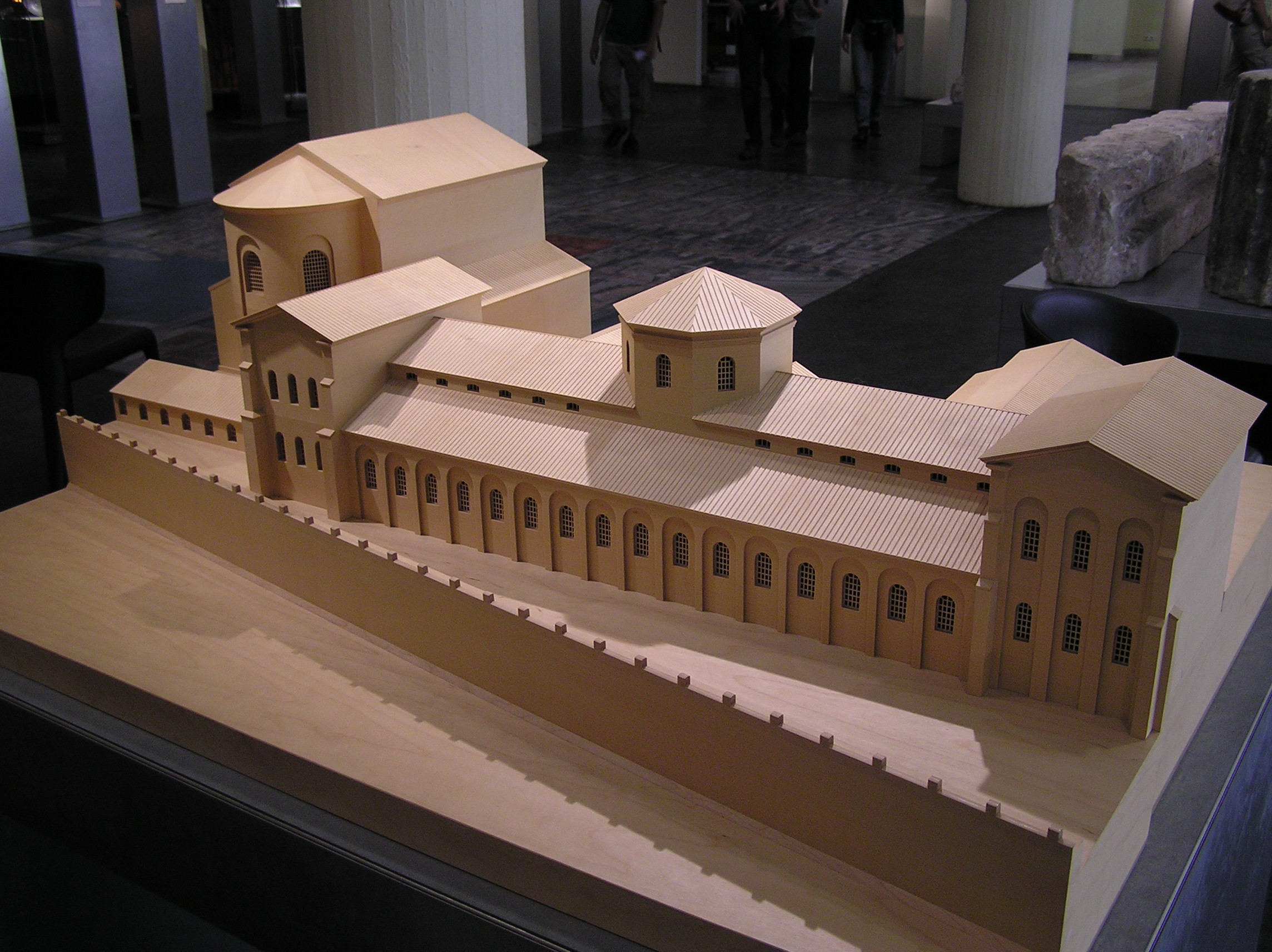
Modello di praetorium a Colonia Agrippina
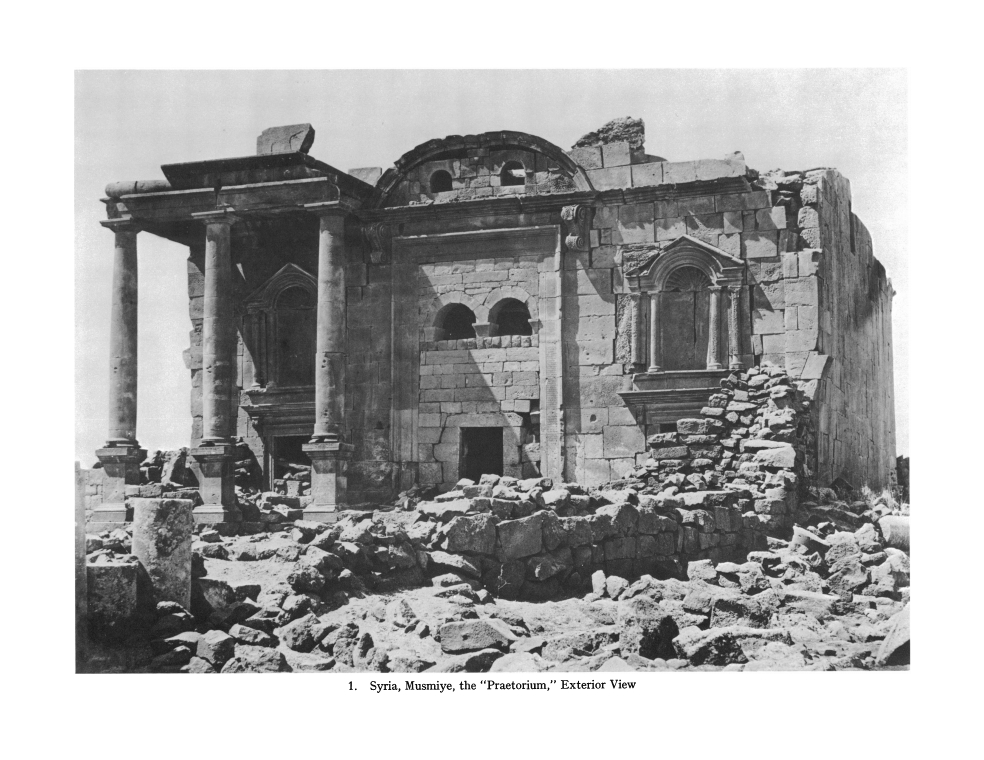
Vista esterna di un praetorium